# Ollomont
Ollomont (arpità Olomon) és un municipi italià, situat a la regió de Vall d'Aosta. L'any 2007 tenia 160 habitants. Limita amb Bagnes (Valais), Bionaz, Bourg-Saint-Pierre (Valais), Doues, Étroubles, Oyace i Valpelline.

## Administració

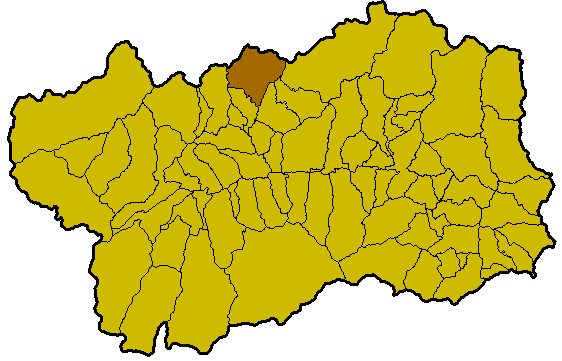
Situació d'Ollomont a la Vall

| Període | Identitat   | Partit        |
| ------- | ----------- | ------------- |
| 2005-   | Joel Creton | Llista cívica |